# Muriel Viejo
Muriel Viejo – gmina w Hiszpanii, w prowincji Soria, w Kastylii i León, o powierzchni 11,36 km². W 2011 roku gmina liczyła 81 mieszkańców.